# Гранд ревија
Гранд ревија је био српски музички часопис посвећен фолк музици. Излазио је на сваке две недеље, полумесечно.
Поднаслов је био Све о народњацима, а излазио је на Новом Београду, а касније у Шимановцима. Први број изашао је 2005. године, а последњи 236-и број 2015. године.
Главни уредник је био Саша Поповић, а часопис је промовисао певаче Гранд продукције, објављивао интервјуе са њима, њихове постере, као и албуме на аудио и двд дисковима, као поклон уз часопис. Између осталог на овај начин објављени су нови тиражи албума Неде Украден, Данијеле Вранић, Мире Шкорић и других, али и двд издање фолк опере Дом за вешање Емира Кустурице, у којој су главне улоге глумили звезде гранда Стеван Анђелковић и Милица Тодоровић.